# Procambarus plumimanus
Procambarus plumimanus är en sötvattenlevande kräfta som lever endemiskt i USA.